# Bambino (chanteur)
Pour les articles homonymes, voir Bambino (homonymie).
Miguel Vargas Jiménez, plus connu comme Bambino, né le 12 février 1940 à Utrera (province de Séville, Espagne) et mort le 5 mai 1999 dans la même localité, est un chanteur espagnol de flamenco qui a renouvelé le genre,.

## Biographie
C'est vers 1960 qu'il est surnommé "Bambino". À Utrera il entend le chanteur de Jerez, Diego «el de Gloria», cousin d'Antonio Mairena, interpréter une reprise de la chanson napolitaine Guaglione de Renato Carosone. Miguel Vargas inclut cette chanson dans son répertoire et il surprend le public avec une interprétation qui mélange chant et danse (rumba). Les chœurs de la chanson répètent «Bambino, Bambino», c'est de là que vient son surnom.

## Discographie
- ¡Los Canasteros! (1964).
- Quiero (1967).
- La última noche (1967).
- Bambino! (1969).
- Bambino EP (La noche y tú/Recordándote constantemente/Que siempre te quisiera/¡Errante y sin rumbo! (1970).
- Bambino y su combo flamenco (1971).
- La noche y tú (1973).
- Ódiame (1973).
- Algo de mí (1973).
- Mi gitana, gitana (1975).
- Y no te enteras (1976).
- Te tengo que queré (1977).
- Nos vemos mañana (1978).
- Tan cerca de ti (1980).
- Yo soy yo, Bambino (1982).
- Soy lo prohibido (1985).
- Resucité (1996).